# Acteocina perplicatus
Acteocina perplicatus är en snäckart som beskrevs av Dall 1889. Acteocina perplicatus ingår i släktet Acteocina och familjen Cylichnidae. Inga underarter finns listade i Catalogue of Life.